# Jason Krog
Jason Krog, född 9 oktober 1975 i Fernie, British Columbia, är en kanadensisk före detta ishockeyspelare som senast spelade för Lørenskog IK i Get-ligaen.

## Spelarkarriär
Krog började sin juniorkarriär i BCJHL med Chilliwack Chiefs. Han spelade för Chilliwack under tre säsonger som avslutades i en 128-poängssäsong 1994-95. Efter säsongen började han en fyraårig utbildning på University of New Hampshire, vilket resulterade i 238 poäng (94 mål och 144 assister) på 152 matcher mellan åren 1995-1999. Under 1998-99 tilldelades Krog Hobey Baker Award som bästa collegehockeyspelare.
Som odraftad blev han värvad av New York Islanders som en free agent den 14 maj 1999. Under tre säsonger spelade Krog mestadels i American Hockey League med Islanders samarbetslag. Under säsongen 2001-02 slutade Krog tvåa i Bridgeport Sound Tigers poängliga trots att han bara spelade 64 matcher. I slutspelet producerade han 23 poäng på 20 matcher, vilket hjälpte Bridgeport till Calder Cup-finalen där de besegrades av Chicago Wolves.
Följande säsong skrev han på för Anaheim Mighty Ducks som free agent den 17 juli 2002. För Ducks spelade han 67 matcher under säsongen 2002-03 och gjorde 10 mål, 15 assister och totalt 25 poäng. I slutspelet spelade Krog 21 matcher, där Mighty Ducks gick till final mot Stanley Cup-vinnaren New Jersey Devils.
Under 2003-04 spelade han ett karriärhögsta på 80 matcher med Anaheim innan NHL-lockouten avbröt fortsatt spel nästa säsong. Efter att ha spelat för VSV EG i den österrikiska ligan under lockout-säsongen, med vilka han gjorde 60 poäng (27 mål, 33 assist) på 48 matcher, skulle Krog stanna i Europa efter säsongen i och med att han skrev under för schweiziska Genève-Servette HC och svenska Frölunda HC.

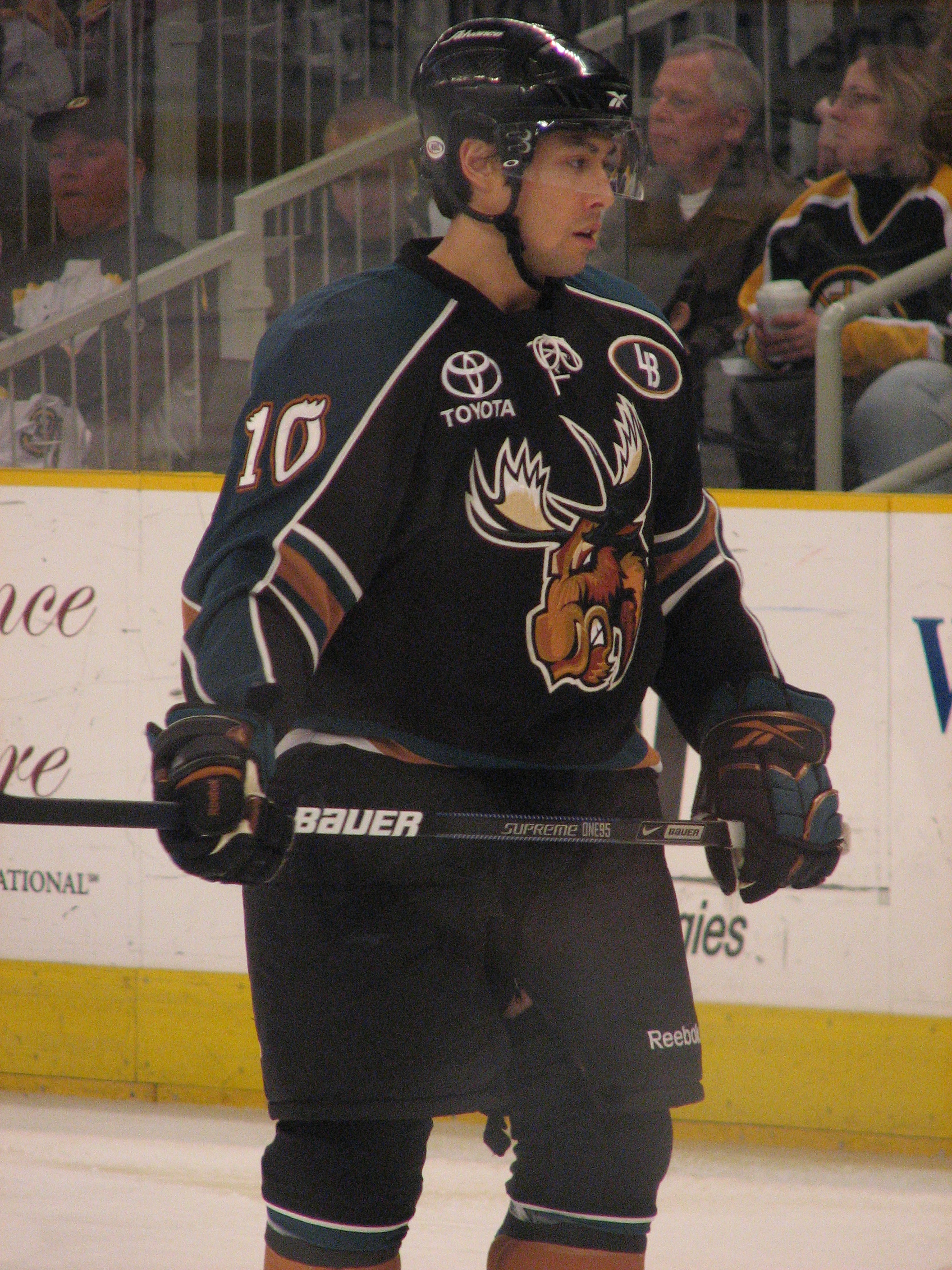

Den 4 juli 2006 återvände Krog till NHL när han skrev på för Atlanta Thrashers. Men efter 14 matcher i Atlanta togs han ur truppen och värvades av New York Rangers den 12 januari 2007. Krog spelade nio matcher för Rangers och värvades senare tillbaka av Atlanta den 26 februari.
Efter att ha misslyckats att ta en plats i Thrashers i början av säsongen 2007-08 sändes Krog ner till Thrashers farmarlag Chicago Wolves i AHL. Efter att ha gjort 36 mål och 112 poäng blev han tilldelad John B. Sollenberger Trophy som ligans bästa målgörare, Willies Marshall Award som bästa målgörare under grundserien och Les Cunningham Award som ligans MVP. Han ledde Wolves till en ligatitel och sitt andra Calder Cup under sju år. Han vann även poängligan i slutspelet och fick Jack A. Butterfield Trophy som slutspelets MVP. Hans 26 assister placerade honom på AHL rekordet för flest assister i ett enda slutspel (delas med Bill McDougall, 1993, Domenic Pittis, 2000, och Rob Brown, 2002).
Den 11 juli 2008 skrev han som free agent på för Vancouver Canucks. Den 18 juli stängdes dock Krog och fem andra spelare av från spel av IIHF i avvaktan på en utredning av samtidiga spelare angående att de skulle ha haft kontrakt i både NHL och KHL samtidigt. Ändå började Krog säsongen med Canucks AHL-lag Manitoba Moose. Han kallades upp av Vancouver med anledning av skador i truppen och gjorde sitt första mål i Canucks den 25 oktober 2008 i en 6-3 seger mot Edmonton Oilers. Den 5 november var han åter i Manitoba Moose och avslutade året i poängtoppen med 85 poäng och hamnade i AHL:s All-Star-lag.
Den 3 juli 2009 var han tillbaka till Atlanta Thrashers organisation när han som free agent skrev på ett tvåårskontrakt. Efter att ha startat säsongen 2009-10 med AHL-samarbetslaget Chicago Wolves återkallades Krog till Thrashers för två matcher efter att Ilya Kovalchuk blivit skadad. Den 1 november återvände han till Wolves för resten av säsongen och gjorde 61 assister och totalt 75 poäng.
Den 17 juni 2011 skrev Krog på ett ettårskontrakt med svenska HV71 i Elitserien, ett kontrakt som sedan förlängdes med ytterligare två år. Efter tre säsonger i Sverige och HV71 skrev Krog ett ettårskonrakt med den kroatiska KHL-klubben Medveščak Zagreb. Ett kontrakt som dock bröts efter bara 5 matcher. Krog spelade resten av 2014-15 säsongen i Österrikiska Villacher SV. Inför säsongen 2015-16 skrev Krog på för Franska Dragons de Rouen som han blev både Fransk mästare och Fransk cupmästare med samma säsong. Säsongen 2016-17 spelade Krog i Norska Lørenskog IK där han stod för 47 poäng på 45 grundspelsmatcher och 7 poäng på lika många slutspelsmatcher. Detta blev Krogs sista säsong innan han lade av sin långa karriär 41 år gammal.

## Utmärkelser
NCAA
- Hockey East All-Star Team - 1997
- NCAA East Second All-American Team - 1997
- HE First All-Star Team - 1998, 1999
- HE Player of the Year - 1999
- NCAA Championship All-Tournament Team - 1999
- NCAA East First All-American Team - 1999
- Hobey Baker Memorial Award (Top U.S. Collegiate Player) - 1999

AHL
- Les Cunningham Award (Grundseriens MVP) - 2008
- John B. Sollenberger Trophy (Leading Point Scorer) - 2008
- Willie Marshall Award (Leading Goal Scorer) - 2008
- AHL First All-Star Team - 2008
- Jack A. Butterfield Trophy (Playoff MVP) - 2008
- Calder Cup (Chicago Wolves) - 2008
- AHL Second All-Star Team - 2009

## Statistik
| 1995–96    | U. of New Hampshire     | HE         | 34  | 4  | 16 | 20  | 20 | —  | —  | —  | —  | —  |
| 1996–97    | U. of New Hampshire     | HE         | 39  | 23 | 44 | 67  | 28 | —  | —  | —  | —  | —  |
| 1997–98    | U. of New Hampshire     | HE         | 38  | 33 | 33 | 66  | 44 | —  | —  | —  | —  | —  |
| 1998–99    | U. of New Hampshire     | HE         | 41  | 34 | 51 | 85  | 38 | —  | —  | —  | —  | —  |
| 1999–00    | Lowell Lock Monsters    | AHL        | 45  | 6  | 21 | 27  | 22 | —  | —  | —  | —  | —  |
| 1999–00    | New York Islanders      | NHL        | 17  | 2  | 4  | 6   | 6  | —  | —  | —  | —  | —  |
| 1999–00    | Providence Bruins       | AHL        | 11  | 9  | 8  | 17  | 4  | 6  | 2  | 2  | 4  | 0  |
| 2000–01    | New York Islanders      | NHL        | 9   | 0  | 3  | 3   | 0  | —  | —  | —  | —  | —  |
| 2000–01    | Lowell Lock Monsters    | AHL        | 26  | 11 | 16 | 27  | 6  | —  | —  | —  | —  | —  |
| 2000–01    | Springfield Falcons     | AHL        | 24  | 7  | 23 | 30  | 4  | —  | —  | —  | —  | —  |
| 2001–02    | New York Islanders      | NHL        | 2   | 0  | 0  | 0   | 0  | —  | —  | —  | —  | —  |
| 2001–02    | Bridgeport Sound Tigers | AHL        | 64  | 26 | 36 | 62  | 13 | 20 | 10 | 13 | 23 | 8  |
| 2002–03    | Cincinnati Mighty Ducks | AHL        | 9   | 3  | 4  | 7   | 6  | —  | —  | —  | —  | —  |
| 2002–03    | Mighty Ducks of Anaheim | NHL        | 67  | 10 | 15 | 25  | 12 | 21 | 3  | 1  | 4  | 4  |
| 2003–04    | Mighty Ducks of Anaheim | NHL        | 80  | 6  | 12 | 18  | 16 | —  | —  | —  | —  | —  |
| 2004–05    | EC VSV                  | EBEL       | 48  | 27 | 33 | 60  | 38 | 3  | 0  | 1  | 1  | 4  |
| 2005–06    | Genève-Servette HC      | NLA        | 29  | 14 | 14 | 28  | 32 | —  | —  | —  | —  | —  |
| 2005–06    | Frölunda HC             | Elitserien | 7   | 5  | 1  | 6   | 6  | 17 | 5  | 3  | 8  | 10 |
| 2006–07    | Chicago Wolves          | AHL        | 44  | 26 | 54 | 80  | 20 | 15 | 5  | 14 | 19 | 17 |
| 2006–07    | Atlanta Thrashers       | NHL        | 14  | 1  | 3  | 4   | 6  | —  | —  | —  | —  | —  |
| 2006–07    | New York Rangers        | NHL        | 9   | 2  | 0  | 2   | 4  | —  | —  | —  | —  | —  |
| 2007–08    | Chicago Wolves          | AHL        | 80  | 39 | 73 | 112 | 30 | 24 | 10 | 26 | 36 | 2  |
| 2008–09    | Manitoba Moose          | AHL        | 74  | 30 | 56 | 86  | 30 | 22 | 8  | 15 | 23 | 0  |
| 2008–09    | Vancouver Canucks       | NHL        | 4   | 1  | 0  | 1   | 2  | —  | —  | —  | —  | —  |
| 2009–10    | Chicago Wolves          | AHL        | 78  | 14 | 61 | 75  | 34 | 14 | 5  | 6  | 11 | 6  |
| 2010–11    | Chicago Wolves          | AHL        | 80  | 19 | 56 | 75  | 22 | —  | —  | —  | —  | —  |
| 2011–12    | HV71                    | Elitserien | 50  | 12 | 28 | 40  | 22 | 6  | 1  | 2  | 3  | 2  |
| 2012–13    | HV71                    | Elitserien | 55  | 17 | 26 | 43  | 18 | 5  | 1  | 5  | 6  | 0  |
| 2013–14    | HV71                    | SHL        | 48  | 8  | 8  | 16  | 30 | 8  | 0  | 1  | 1  | 2  |
| 2014–15    | KHL Medveščak Zagreb    | KHL        | 5   | 0  | 1  | 1   | 6  | —  | —  | —  | —  | —  |
| 2014–15    | EC VSV                  | EBEL       | 47  | 11 | 27 | 38  | 28 | 5  | 1  | 0  | 1  | 2  |
| NHL totalt | NHL totalt              | NHL totalt | 202 | 22 | 37 | 59  | 46 | 21 | 3  | 1  | 4  | 4  |